# إليو موديلياني
إليو موديلياني (بالإيطالية: Elio Modigliani) مستكشف إيطالي يهودي وعالم في مجال علم الإنسان وعلم الحيوان وجامع نباتات، رحل إلى إندونيسيا مستكشفاً، وكاد أن يُقتل هناك على يد أحد القبائل في نياس.

## السيرة الذاتية
ولد موديلياني، في فلورنسا، ولمع اسمه في المجتمع العلمي في إيطاليا وهو ابن العشرين، بعد أن اكتشف كهف بالقرب من جنوة يحوي بقايا لا تقدر بثمن من العصر الحجري الحديث، وعندها تم تقديمه للعلماء بصورة المستكشف العبقري مثل بيكاري وجياكومو دوريا وارترو ايزيل.
كان موديلياني تلميذاً لـ سيزار لومبروزو، ذاك العالم البارز في مجال علم الإنسان وعلم الجريمة والقانون، وايضاً من رواد علم الفراسة في إيطاليا. كما يرجع له الفضل في نشأة المدارس التكوينية وأطلق البعض عليها اسم (المدرسة الوضعية) في نظريات تفسير السلوك الإجرامي.

## رحلته إلى جزر اندونيسيا

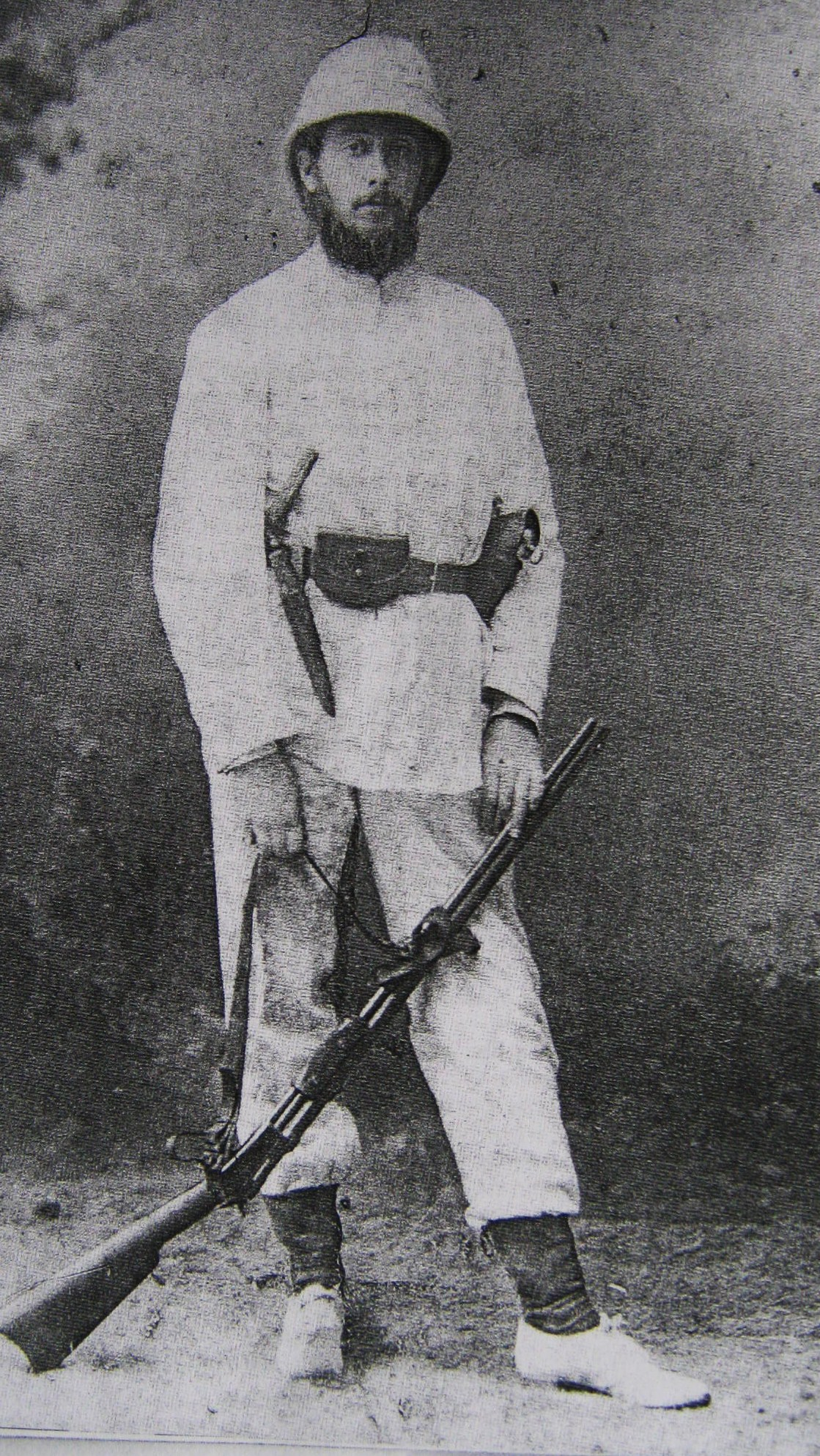
موديليانو في اندونيسيا

بين عام 1886 وعام 1894، استكشف موديلياني جزيرة سومطرة ومجموعة جزر أخرى على ساحلها الغربي، وأول رحلة له كانت في عام 1886 وكانت لجزيرة نياس ومنها اكتشف المنطقة الجنوبية نياس سيلاتان متنقلاً بين قبائل قطع الرؤوس وقطاع الطرق، لكنه عاد منها سالماً وألف كتابه الأول (رحلة إلى نياس).
كانت المنطقة الجنوبية نياس منطقة شديدة الخطورة يخشاها الناس في هذا الوقت، حتى أن الجيش الهولندي والقوات البحرية فشلوا في تطبيق الحكم الاستعماري في هذه المنطقة المليئة بالقتلة والمجرمين.
وبالإضافة لذلك، كان هناك حروب أهلية بين سكان قرى تلك المنطقة أثناء زيارته، وكان موديلياني يسافر وحيداً بصحبة أربعة صيادين، لدرجة أنه بشكل شخصي اشتبك مع عدة شخصيات من هذه البيئة منهم زعيم القرية سيوا ساهيلو الذي كان تحت قيادته نحو 2000 مقاتل من قريته هيلي سيماتانو.
ومع ذلك، نجا موديلياني من موت محقق كان سيقع على يد تلك العصابة، وعاد ومعه مجموعة هائلة من القطع الاثرية من تلك الجزيرة ووضعها في المتحف الانثوغرافي في فلورنسا، وما زالت هناك حتى وقتنا هذا.
وخلال رحلاته الاستكشافية، واجه عدة أحداث ومواقف خطيرة، ومع ذلك لم يضطر أبداً لاطلاق النار أو رفع السلاح في وجه أي شخص. فقد نجح موديلياني في تجاوز العراقيل و حل الازمات بهدوء وسلام.
قال فاني بوتشيني الذي جمع كل ذكريات أحفاد المحاربين في نياس سيلاتان، في عام 2010 (كان موديليانو على عكس خصمه سيوا ساهيلو الذي كان منافسه الأكبر في تلك المنطقة).